# Vodafone

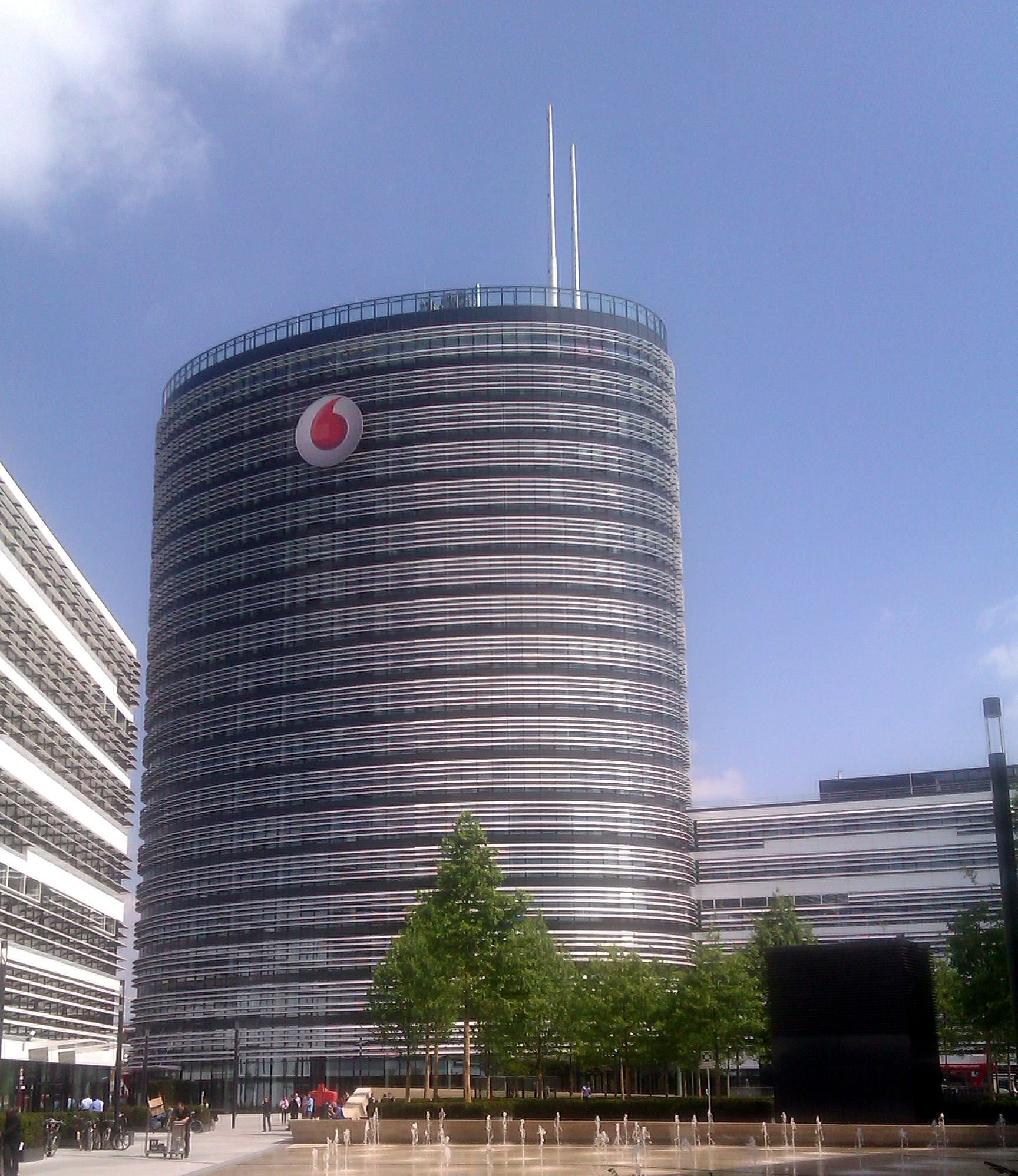
Vodafone-Campus in Düsseldorf

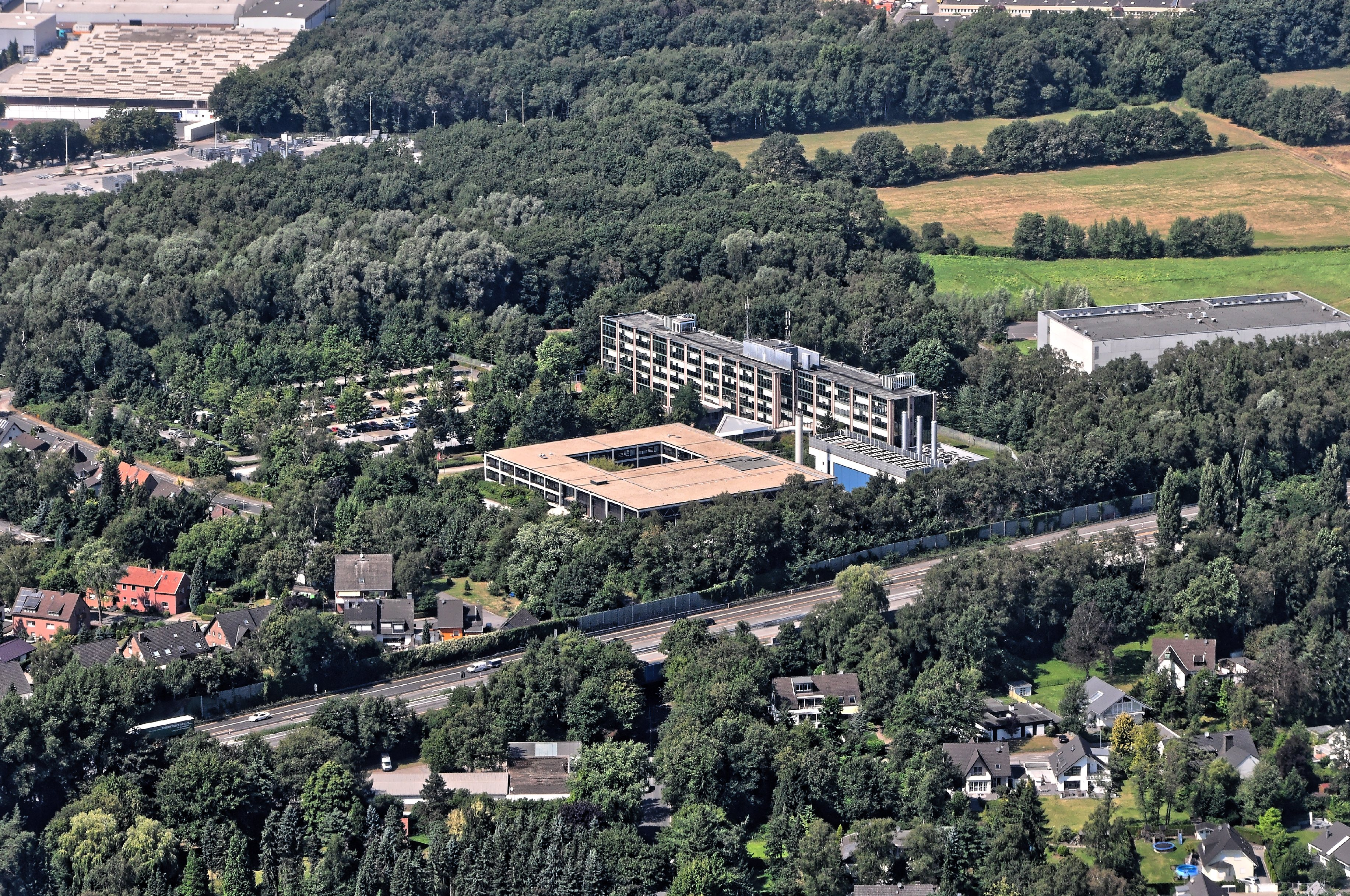
Der Standort von Vodafone an der Ratinger Rehhecke

Die Vodafone GmbH ist ein deutsches Tochterunternehmen des britischen Telekommunikationsunternehmen Vodafone Group. Sie bietet in Deutschland Mobilfunk, DSL, Kabelinternet, Festnetztelefonie, Kabelfernsehen und IPTV an. Vodafone gehört mit über 67,5 Mio. geschalteten SIM-Karten im 2. Quartal 2022 zu einem der größten Mobilfunkanbieter nach Anschlusszahlen in Deutschland zusammen mit der Telekom Deutschland und Telefónica Deutschland Holding.

## Geschichte

Erstes Logo von D2 (1992–1999)

Gegründet wurde die Vodafone GmbH 1990 in Düsseldorf. Im Jahr 2000 wurden im Zuge der feindlichen Übernahmen des Mannesmann-Konzerns durch die Vodafone Group die Aktivitäten im Bereich Telekommunikation in den Folgejahren in die Vodafone GmbH eingegliedert. Des Weiteren wurde später die Vodafone Stiftung Deutschland gegründet.

### Geschichte Mobilfunk
1988 wurde vom Bundesministerium für Post und Telekommunikation eine Lizenz für ein GSM-Netz ausgeschrieben. Es bildeten sich daraufhin mehrere Bewerberkonsortien, unter anderem eines unter Führung der Mannesmann AG. Am 8. Dezember 1989 erhielt das Mannesmann-Konsortium den Zuschlag für die GSM-Lizenz. Noch im Dezember 1989 ging aus dem erfolgreichen Bewerberkonsortium die Mannesmann Mobilfunk GmbH (MMO) als erster privater deutscher Netzbetreiber mit Sitz in Düsseldorf hervor. Vorsitzender der Geschäftsführung war Peter Mihatsch (1940–2018). Bis Ende 1990 war die Beschäftigtenzahl bereits auf 350 angestiegen. Im Februar 1991 wurde die GSM-Lizenz auch auf das Beitrittsgebiet der deutschen Wiedervereinigung erweitert.
Nach A-, B- und C-Netz der Deutschen Bundespost wurde nun das digitale Mobilfunknetz „D-Netz“ nach GSM-Standard in Deutschland aufgebaut. Erstmals hatte die Bundespost damit im Mobilfunk-Bereich mit Mannesmann einen Konkurrenten – zur Abgrenzung wurden die Netze jeweils mit der Kurzbezeichnung „D1“ (Bundespost) bzw. „D2“ (Mannesmann) vermarktet. Der kommerzielle Betrieb des D2-Netzes begann mit der Auslieferung der ersten Endgeräte am 30. Juni 1992. Gegen Ende des Jahres 1992 konnte bereits der 100.000. Kunde im D2-Netz eingebucht werden.
Die Mobiltelefone wurden zunächst über Fernsehhändler und Kaufhäuser zu einem Preis von knapp unter 3000 DM angeboten. Mit etwa 200 Antennenstationen begann D2 zunächst in einigen deutschen Großstädten wie Hamburg, Bremen, Hannover, Frankfurt am Main und Stuttgart. Schon Ende 1992 erreichte das D2-Netz 80 Prozent Deutschlands. Die Gebühren lagen unter denen des bestehenden C-Netzes der Post. Von Anfang an waren Übergänge an das Festnetz der Telekom vorgesehen. Ab Dezember 1993 schrieb das Unternehmen schwarze Zahlen.

Logo von D2 Mannesmann (1999–2002)

Bei Mannesmann wandelte sich 1999 der Produktname, von zunächst „D2 privat“ zu „D2 Mannesmann“; das Wort „privat“ hatte seine Zugkraft verloren. Der Mannesmann-Konkurrent Deutsche Bundespost betrieb sein GSM-Netz zunächst unter der Marke „D1“ – zuständig für D1 war bei der Deutschen Bundespost das Zentralamt für Mobilfunk, beim Nachfolger Telekom wurde das GSM-Netz u. a. als „T-D1“ bei der DeTeMobil geführt, und schließlich als „T-Mobile“.
Für Vodafone bedeutete dieser Zukauf eine enorme Steigerung des Marktanteils, zumal damit gleich mehrere Firmenbeteiligungen von Mannesmann an Mobilfunkunternehmen außerhalb Deutschlands übernommen wurden. Einige Beteiligungen wurden integriert (z. B. Omnitel in Italien oder SFR in Frankreich), andere Konzernteile mussten aufgrund behördlicher Auflagen verkauft werden (Orange in Großbritannien) oder wurden freiwillig verkauft (Telering in Österreich).
Mit dem Markenwechsel von D2 zu Vodafone wurde 2002 die Mannesmann Mobilfunk GmbH in Vodafone D2 GmbH umbenannt.
Zum 17. Januar 2023 stellte Vodafone den MMS-Dienst ein.

### Geschichte Festnetz

Logo von Arcor AG & Co. KG

Der Festnetzbereich von Vodafone ging seinerzeit aus einem Joint Venture von Mannesmann und Deutsche Bank namens Communications Network International (CNI) hervor. Im Juni 1996 hatte die CNI 49 Prozent der DBKom, dem ausgegliederten Telekommunikationsbereich der Deutschen Bahn übernommen. Hieraus entstand 1996/1997 die damalige Mannesmann Arcor AG & Co. KG, als Keimzelle des heutigen Unternehmensbereichs.
Arcor hatte sich im Laufe der Zeit einige Beteiligungen und Übernahmen gesichert. Als größte Übernahmen sind hier die o.tel.o communications GmbH & Co., callisto germany.net GmbH und ISIS Multimedia Net GmbH & Co. KG zu nennen. o.tel.o wurde 2001 operativ in Arcor integriert und spielte seitdem im Festnetz keine Rolle mehr. Arcor dehnte sich im Regierungsbezirk Düsseldorf mit der Übernahme von ISIS, einem ehemaligen regionalen Carrier an Rhein und Ruhr, im Dezember 2005 aus. Die Verschmelzung mit dieser erfolgte rückwirkend zum 1. April 2005, dem damaligen Beginn des Arcor-Geschäftsjahres.
Nachdem zuerst die Überlegungen bestanden, Arcor komplett zu verkaufen, entschied sich die Vodafone Group 2008 dazu, die restlichen Anteile der Deutschen Bank AG zu übernehmen und Arcor mit der deutschen Tochter zu fusionieren.
Im Laufe des Jahres 2009 wurde die Arcor AG & Co. KG zunächst in Vodafone AG & Co. KG umbenannt, um dann am 10. Dezember 2009 mit der Vodafone D2 GmbH zu fusionieren. Damit kam das Aus für die Marke Arcor; Vodafone integrierte deren Produkte in die eigene Produktpalette.
So entstand der erste voll integrierte Telekommunikationsanbieter in Deutschland, der in der Lage war Festnetz, Mobilfunk und TV aus einer Hand anzubieten.
Arcor war seit Beginn der vollständigen Liberalisierung des TK-Sektors im Festnetzbereich der größte alternative Wettbewerber der Deutschen Telekom in Deutschland. Seit April 2005 gehörte Arcor auch zu den Providern für IP-Telefonie (auch als „Voice over IP“, kurz: VoIP bekannt). Bei Arcor wurde dieser Dienst als „Arcor-Sprache VoIP“ etabliert und zunächst in den „Persönlichen Internet Assistenten“ (kurz: PIA) integriert. Seit Ende 2006 wurde Voice over IP bei der Bereitstellung von Sprachtelefonie an Teilnehmeranschlüssen mit DSL zunehmend als Regeltechnologie genutzt, jedoch in der künstlich begrenzen Variante NGN. Festnetztelefonie über Breitbandkabel wurde von Anfang an bei allen Anbietern als NGN realisiert.
Unter dem Markennamen Arcor wurde das Webportal arcor.de betrieben, worüber auch Zugang zu verschiedenen Webdiensten bestand. So begann Arcor nach der Übernahme von germany.net erst mit nexgo, später unter arcor.de auch als Webhoster aufzutreten. Dieses Tätigkeitsfeld wurde jedoch zum 31. Januar 2017 komplett eingestellt, was das Aus für kostenpflichtige wie auch für die unter der URL home.arcor.de gratis eingestellten privaten Websites bedeutete. Alle anderen Dienste wie die E-Mail-Accounts werden jedoch weitergeführt.

### Geschichte Kabel

Ehemaliges Logo der Kabel Deutschland Vertrieb und Service GmbH (2003–2015)

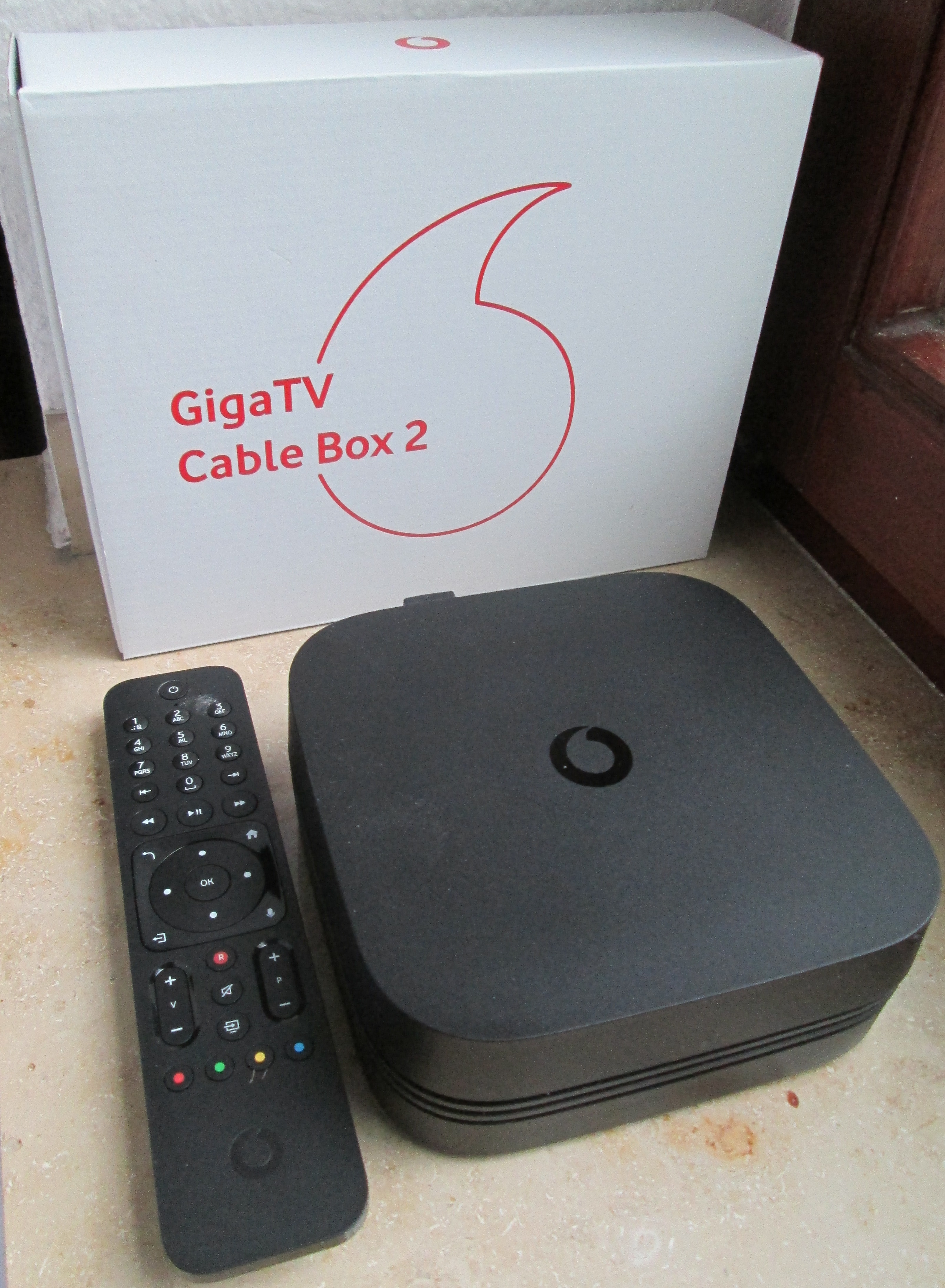
GigaTV Cable Box 2 mit externer Festplatte

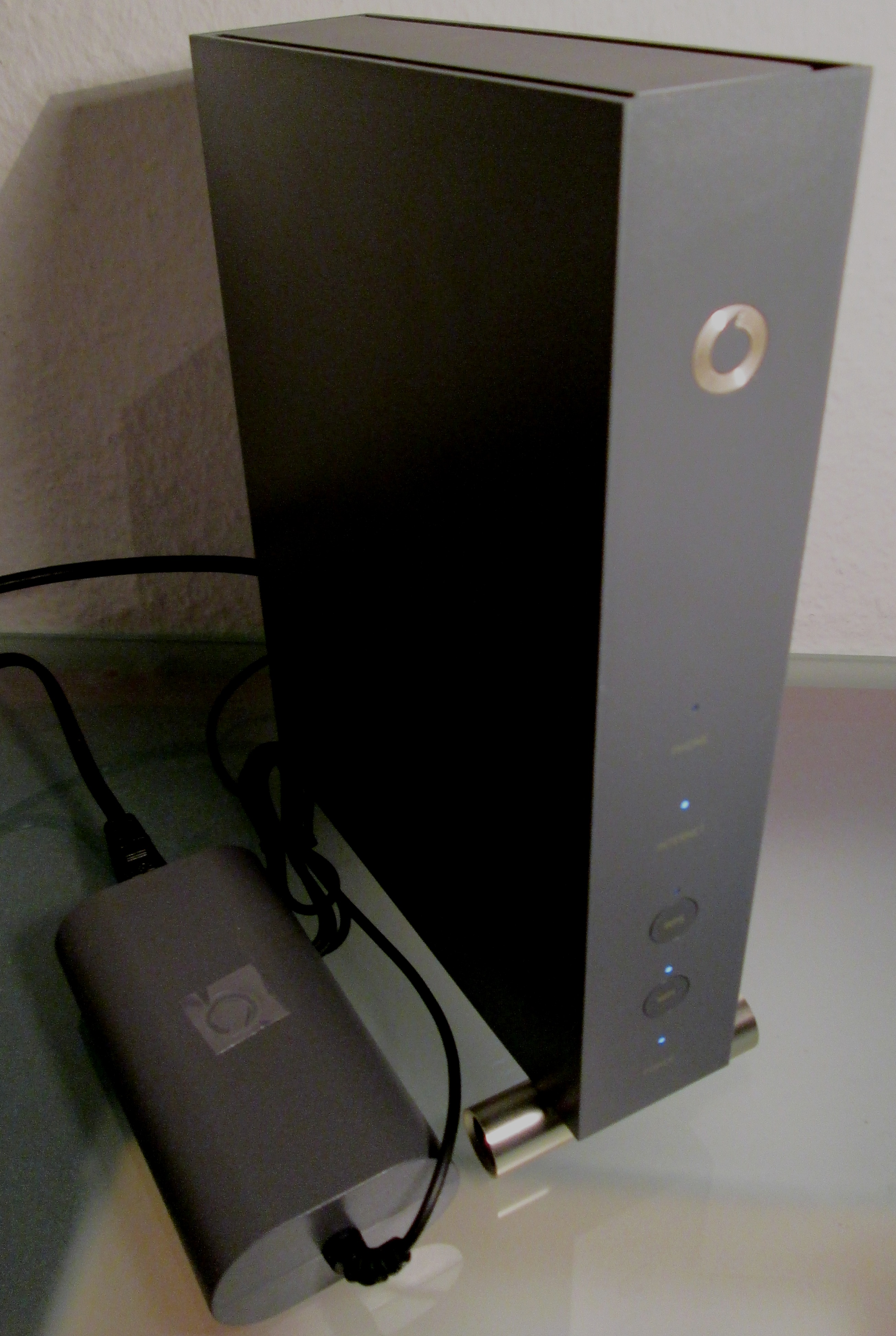
Kabelroutermodem Vodafone-Station mit DOCSIS 3.0 und 3.1

Im September 2013 erreichte Vodafone eine Aktienmehrheit von 75 Prozent an dem deutschen Unternehmen Kabel Deutschland. Seit dem 2. September 2015 ist nun die heutige Vodafone Deutschland GmbH für die Kabel-Festnetz- und Kabel-TV-Angebote verantwortlich.
Vodafone ist über sein Kabelnetz in der Lage, unabhängig von der „letzten Meile“ der Telekom in 13 Bundesländern Angebote aus Telefon, Internet und Fernsehen anzubieten mit Übertragungsraten, die das herkömmliche Festnetz via DSL, VDSL und Vectoring nicht bietet.
Durch die Übernahme konnte Vodafone seinen Marktanteil am deutschen Breitbandmarkt leicht ausbauen. Vodafone hatte in den Jahren vor der Übernahme im DSL-Geschäft Breitbandkunden und Marktanteile verloren, während die Kundenzahl bei Kabel Deutschland stieg.
Seit dem 2. September 2015 wurde die Marke Kabel Deutschland nach außen hin nicht mehr aktiv genutzt. Einzig im Geschäft mit der Immobilienwirtschaft wurde der Name noch verwendet. Die ehemalige Kabel Deutschland Vertrieb und Service GmbH firmierte seither bis Anfang 2021 als Vodafone Kabel Deutschland GmbH. Die neue Gesellschaft nutzte auch das Logo des Mutterkonzerns ohne den Zusatz „Kabel Deutschland“.
Im Dezember 2020 wurde bekannt, dass Vodafone seinen Anteil auf über 90 % erhöhen möchte. Mit diversen Anteilseignern sei man bereits handelseinig. Ziel war es jedoch die Kabel Deutschland Holding ganz zu übernehmen.

Ehemaliges Logo der Unitymedia GmbH (2012–2020)

Am 18. Juli 2019 gab die EU-Wettbewerbskommission grünes Licht für die Übernahme des Kabelgeschäfts von Liberty Global, dazugehörig über die niederländische UPC Germany Holding BV die deutsche Tochtergesellschaft Unitymedia. Auf die EU-Genehmigung folgte am 1. August 2019 das sogenannte Closing, also der Vollzug des Kaufvertrages womit das Unternehmen eine vollständige Tochtergesellschaft von Vodafone wurde. Durch die Übernahme ist Vodafone nun auch in der Lage, unabhängig von der „letzten Meile“ der Telekom in den drei verbliebenen Bundesländern Baden-Württemberg, Hessen und Nordrhein-Westfalen Angebote aus Telefon, Internet und Fernsehen anzubieten. Seit der Fusion hat das britische Unternehmen eine Monopolstellung beim Kabelfernsehen in Deutschland inne.
Am 1. Februar 2020 wurde die Marke Unitymedia eingestellt, die Unitymedia GmbH firmierte seither als Vodafone West GmbH.
Durch die TKG-Novelle vom 1. Dezember 2021 fiel spätestens zum 1. Juli 2024 das Nebenkostenprivileg für die Mieter in Mehrfamilienhäusern. Die Kosten für den Kabelanschluss dürfen somit nicht mehr in den Mietnebenkosten dem Mieter in Rechnung gestellt werden. Dies betrifft besonders Vodafone als größten Kabelnetzbetreiber in Deutschland, deshalb bietet das Unternehmen der Immobilienwirtschaft eine neue Versorgungsvereinbarung an. Vodafone möchte damit den Zugang zu den Hausverteilnetzen in den Objekten gewährleisten und gestattet einer benannten Auftragnehmerfirma den Zugang bis hin zu den Wohnungen. Der Kabelnetzbetreiber möchte damit den Umbau vom Baumnetz in ein Sternnetz erreichen, um Nichtkunden abklemmen zu können. Die Alternative wäre lediglich eine Grundverschlüsselung. Die monatlichen Kosten für Kabel TV belaufen sich für die Mieter auf 9,99 € monatlich bei Abschluss eines Versorgungsvertrages mit Vodafone. Dabei sind die Kosten für verschlüsselte Programme und Kabelinternet sowie der Rundfunkbeitrag nicht enthalten. Für den Vermieter entstehen keine Kosten. Für Kabelinternetkunden ist das unverschlüsselte TV- und Radiosignal weiterhin vorhanden, da eine Sperrung technisch nicht mehr gegeben ist.
Mit der Frequenzumstellung im Oktober 2023 wurde auch im ehemaligen Kabelfernsehnetz von Unitymedia die Abschaltung von UKW-Radio vollzogen.

## Unternehmensstruktur

### Gesellschaften
Die deutsche Vodafone GmbH ist Teil der britischen Vodafone Group. Zur sechsköpfigen Geschäftsführung gehören Marcel de Groot (Vorsitzender), Tanja Richter, Alexander Saul, Carmen Velthuis und Felicitas von Kyaw. Der erweiterten Geschäftsleitung gehören zudem Stefanie Reichelt, Michael Jungwirth, Ulrich Irnich und Guido Weissbrich an. Die Vodafone GmbH hat mehrere Tochtergesellschaften, unter anderem die Vodafone Deutschland GmbH (ehemals Kabel Deutschland GmbH) sowie die Vodafone West GmbH (ehemals Unitymedia GmbH).

### Standorte
Die Konzern-Standorte der heutigen Vodafone GmbH befinden sich in Düsseldorf-Heerdt (Vodafone-Campus und Zentrale), Eschborn und Berlin (Konzernrepräsentanz). Daneben gibt es insgesamt acht Regional-Niederlassungen: Hamburg und Hannover (Region Nord), Berlin (Region Nord-Ost), Dortmund (Region Nord-West), Eschborn/Frankfurt (Region Rhein-Main), Radebeul/Dresden (Region Ost), München (Region Süd), Stuttgart (Region Süd-West) sowie Ratingen/Düsseldorf (Region West).

## GigaTV-Plattform
Im Laufe des Jahres 2021 wurde auch im ehemaligen Unitymedia-Gebiet Giga-TV eingeführt und die Horizon-Plattform abgelöst. Ab April 2021 strich Vodafone 30 Kabel-TV-Sender und Ende Mai 2021 wurden bundesweit die Kanalbelegungen durch die TV-Harmonisierung angeglichen. Anfangs konnten jedoch nur Neukunden die neue Plattform bundesweit im Tarif „GigaTV inklusive Vodafone Premium“ nutzen. Die Kunden erhielten ein neues Fernseh-Empfangsgerät für den Kabelanschluss, die sogenannte GigaTV Cable Box 2. Die neue Set-Top-Box ersetzte die bisherige Cable Box und hat eine neue Benutzeroberfläche sowie eine abnehmbare 1-TB-Festplatte. Eine klassische Smartcard wird für den Empfang verschlüsselter Sender nicht benötigt, da die Box wie bereits bei der Horizon mit virtuellen Smartcards arbeitet. Es wird jedoch ein Internetzugang benötigt. Außerdem sind TV-Inhalte in UHD auf kompatiblen TV-Geräten empfangbar und es können bis zu vier Sendungen gleichzeitig aufgenommen werden, dazu kommen Features wie Replay und Timeshift sowie Zugang zur Videothek, den TV-Mediatheken und Streamingdiensten wie Netflix und DAZN. Seit November 2020 lassen sich die Sender DAZN 1 und DAZN 2 über Kabel exklusiv mit einem Vodafone-Abo empfangen.

## Sky und Vodafone
Der Empfang des Bezahlsenders Sky ist in den Kabelnetzen von Vodafone möglich. Wie bereits in der Vergangenheit sind jedoch nicht alle Sky-Programme empfangbar und so gibt es einen Nachteil gegenüber dem Astra-Satellitenempfang. So sind seit Sommer 2021 die linearen Sender DAZN 1 und DAZN 2 im Kabelnetz von Vodafone (ehem. Kabel Deutschland / Unitymedia) in Verbindung mit einem Sky-Abo nicht verfügbar.

## WLAN-Hotspots und Homespots
Mit der Übernahme von Unitymedia übernahm Vodafone auch ca. 1,4 Millionen WifiSpots. Das Unternehmen baute sein Netz auf insgesamt 4 Millionen WLAN-Hotspots und Homespots deutschlandweit aus. Für die teilnehmenden Kunden aus dem Kabelnetz von Vodafone, die anderen Nutzern einen Homespot zur Verfügung stellen, sind die bundesweiten WLAN-Hot-Spots kostenlos. Nicht teilnehmende Kabel-Kunden, DSL-Kunden und andere Internetnutzer haben die Möglichkeit, Stunden-, Tages-, Wochen- und Monatstickets für die Nutzung der Hotspots per Kreditkarte und PayPal zu buchen. Das gebuchte Ticket gilt für den jeweils gewählten Zeitraum und alle bundesweiten WLAN-Hotspots von Vodafone. Alle verbliebenen öffentlichen Unitymedia WifiSpots wurden in Vodafone Hotspots umbenannt und sind mit der WLAN-Kennung Vodafone Free WiFi für 30 Minuten pro Kalendertag kostenlos nutzbar.

## Festnetz(e)
Vodafone nutzt für die Letzte Meile eigene Kabelanschlüsse oder über VDSL die Anschlussleitung der Deutschen Telekom.
Vodafone betrieb bis 2022 ein bundesweites Konzentrationsfestnetz mittels klassischer ISDN-Technik und parallel auch als NGN-Netz, in diesem Jahr wurden die letzten klassischen Anschlüsse abgeschaltet. Die Internetanbindung funktioniert über ADSL/ADSL2+, SDSL (nur für Geschäftskunden) sowie VDSL2 und VDSL2-Vectoring (Kontingentmodell) und in einigen Neubaugebieten auch FTTx. Neben der Deutschen Telekom ist Vodafone mit seiner IPTV-Plattform „Vodafone TV“ nach der Einstellung von „Alice TV“ durch „o2“ zum 31. Dezember 2013 der einzige verbliebene MagentaTV-Konkurrent der Telekom. Das Vodafone-Backbone wird zunehmend auch zur Anbindung der schnellen Mobilfunknetze (4G/5G) genutzt, da die bisherige Richtfunkanbindung kapazitätsmäßig und qualitativ nicht mehr ausreicht, um die neuen SRAN-Module für den Mobilfunk anzubinden. Mit dem Erwerb der Kabelnetze von Kabel Deutschland sowie Unitymedia hat Vodafone zum einen sein nationales Festnetz-Backbone gestärkt und zum anderen direkte Teilnehmeranschlussleitungen (Kabelanschlüsse in den Haushalten) ergänzt.

## Mobilfunknetze

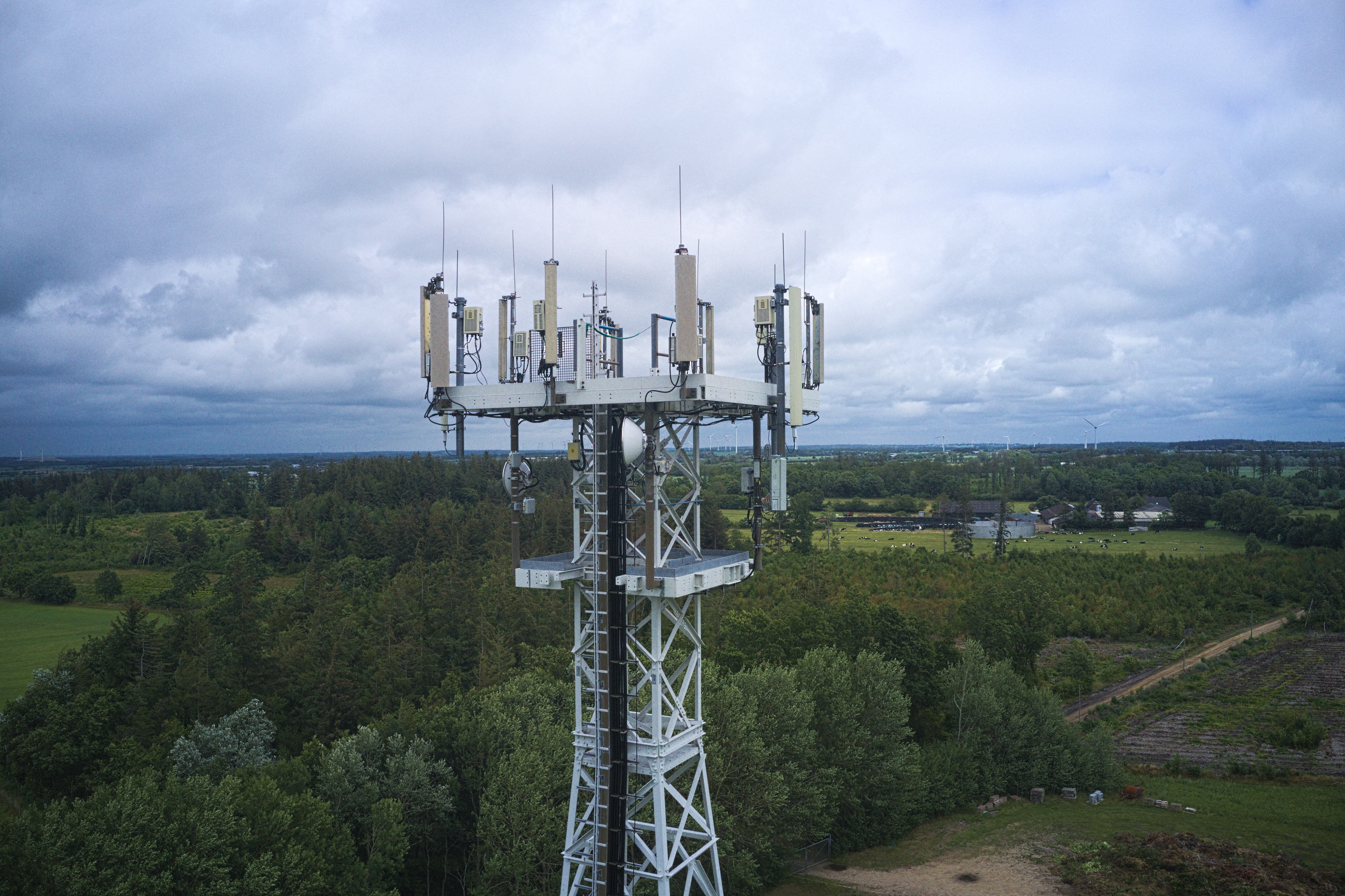
Vodafone-Mobilfunkmast in Hattstedt

Vodafone betreibt bundesweite Mobilfunknetze nach GSM-, LTE- und 5G Standard. Diese werden sowohl von der Vodafone GmbH, als auch von Freenet DLS und der 1&1 Drillisch AG (Telco) genutzt. Bei der Versteigerung von 5G-Frequenzen hat 1&1 Drillisch jedoch den Zuschlag für den Aufbau eines eigenen Mobilfunknetzes erhalten. Ein eigenes Netz ist für das Jahr 2021 geplant. Man geht somit getrennte Wege und tritt als neuer Mitbewerber auf.
Die Netze im Einzelnen:

### 2G
Für GSM wurde zunächst der Frequenzbereiche bei 900 MHz mit der Bezeichnung als D2-Netz genutzt. Später kam jedoch auch der Frequenzbereich bei 1800 MHz der dem E-Netz vorbehalten war in Ballungsräumen hinzu. Das GSM-Netz umfasst dabei ca. 20.000 Basisstationen.
Seit Oktober 2016 ist HD Voice auch im GSM-Netz freigeschaltet. Im November 2024 kündigte Vodafone die Abschaltung von GSM für Ende des Jahres 2030 an.

### 3G

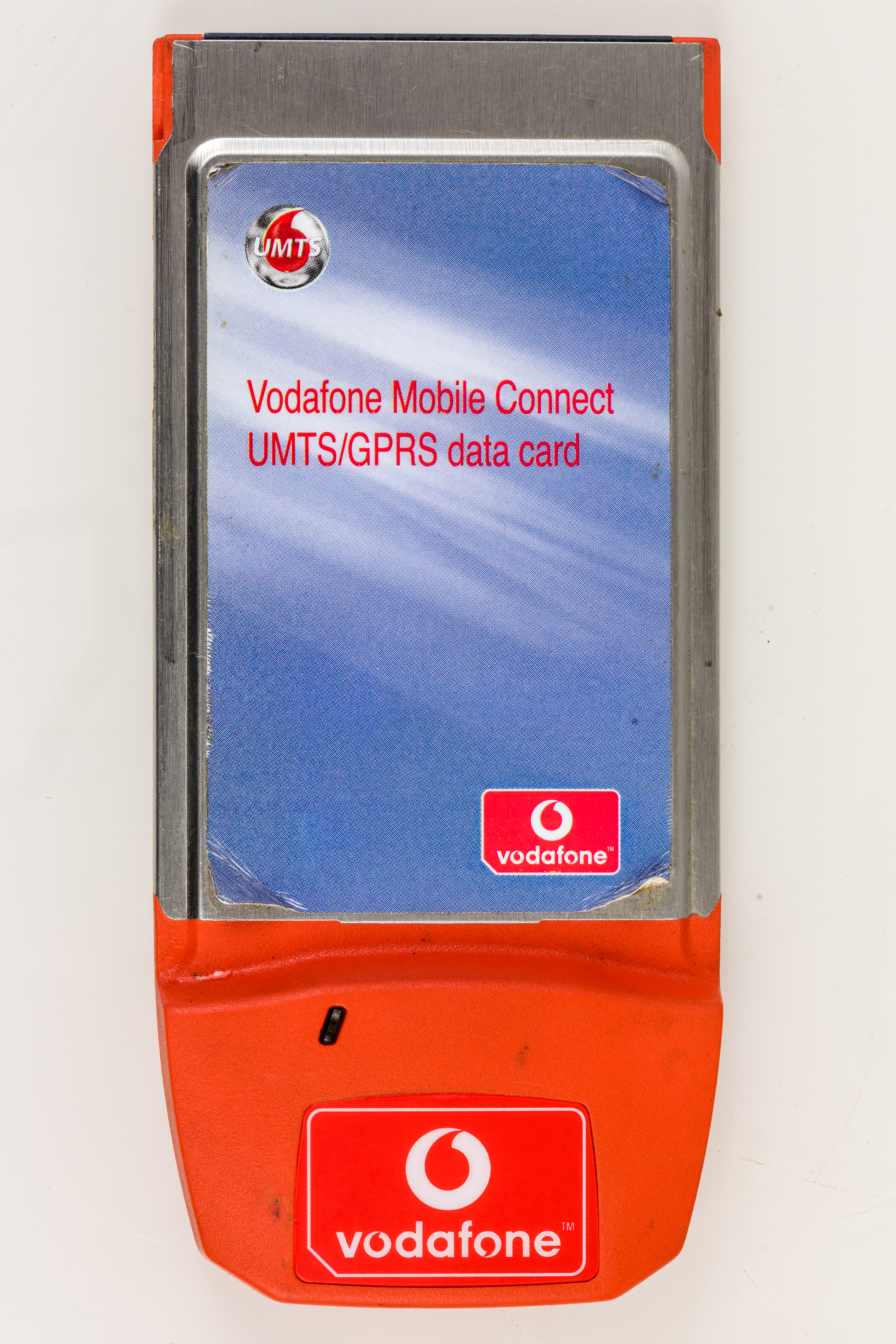
Vodafone UMTS / GPRS Steckkarte für Notebooks

Zwischen dem 1. Juli und 7. Juli 2021 hat Vodafone das UMTS-Netz abgeschaltet.
Seit 2004 war UMTS in Deutschland kommerziell verfügbar, jedoch die hohen Kosten sowie das geringe Angebot nutzbarer Datendienste waren einer der Hauptgründe für den schleppenden Durchbruch von UMTS im Massenmarkt. Im Laufe der Folgejahre gab es schließlich entsprechende Mobiltelefone in ausreichender Stückzahl.
Die UMTS-Dienste wurden im Frequenzbereich bei 2100 MHz sowie mehr als 13.000 Basisstationen und mit deutlich höhere Datenübertragungsraten (bis zu 42 Mbit/s mit HSPA+, sonst max. 384 kbit/s) als mit dem Mobilfunkstandard der zweiten Generation (2G) angeboten.
Da der mobile Internetzugang über EDGE und teilweise auch über UMTS im Netz von Vodafone im Herbst 2012 oft überlastet und an manchen Standorten kaum nutzbar war, begann das Unternehmen nach eigenen Angaben die größte Netzmodernisierung der letzten Jahre.
Vodafone hatte im April 2013 damit begonnen, das UMTS-Netz um den Sprachstandard HD Voice zu erweitern. Der Ausbau wurde im Juli 2013 fertiggestellt.
Im Mai 2020 wurde die Abschaltung von 3G für Ende Juni 2021 bekannt gegeben, damit Frequenzen für 4G und 5G frei werden. Das Basis-2G-Netz wird weiterhin betrieben.

### 4G
Für 4G wurden 2010 Frequenzen im Bereich 800 MHz und 2600 MHz ersteigert. Seit 2011 läuft die Erweiterung des Vodafone-Mobilfunknetzes auf den Netzstandard LTE (Long Term Evolution) der vierten Generation (3.9G-Standard). Dabei werden bestehende Vodafone-Mobilfunk-Basisstationen um LTE-Module erweitert, erneuert und neue bisher nicht versorgte Standorte erschlossen. Eine Vorgabe der Bundesnetzagentur ist dabei die gleichmäßige Versorgung der ländlichen Gebiete und der Städte. Nach eigener Aussage wurde Anfang 2015 eine LTE-Flächendeckung von 70 % erreicht, alle Großstädte und 2300 Gemeinden sind bereits ausgebaut. Seit April 2013 bietet Vodafone LTE-Bandbreiten nach Tarifen gestaffelt bis maximal 50 MBit/s und entsprechendem Datenvolumen an. Im Dezember 2014 kündigte Vodafone an, die maximale Übertragungsbandbreite für alle Kunden in Red-Tarifen auf 100 MBit/s zu erhöhen. 2016 wurden die Bandbreiten im LTE-Netz zuerst auf 375 Mbit/s gesteigert und im November 2016 begann der Ausbau auf 500 MBit/s, der Anfang Juni 2017 in Stuttgart, Düsseldorf, Dresden, Dortmund, Mannheim, Erfurt, Coswig, Cottbus, Moers und Remscheid abgeschlossen wurde. Vodafone bietet die maximale LTE-Bandbreite auch bei den Callya-Prepaidkarten an. Im Mai 2016 gab Vodafone bekannt, 87 % der Fläche Deutschlands mit LTE zu versorgen. Bei der Frequenzauktion 2015 hat Vodafone Lizenzen für 2 × 10 MHz im Bereich 700 MHz, 2 × 10 MHz im Bereich 900 MHz, 1 × 20 MHz im Bereich 1500 MHz und 2 × 25 MHz auf 1800 MHz ersteigert.
Im Oktober 2017 gab Vodafone bekannt, demnächst 1 Gbit/s in Berlin, Hamburg, Hannover und Düsseldorf mittels 256 QAM-Signalübertragung zu realisieren.

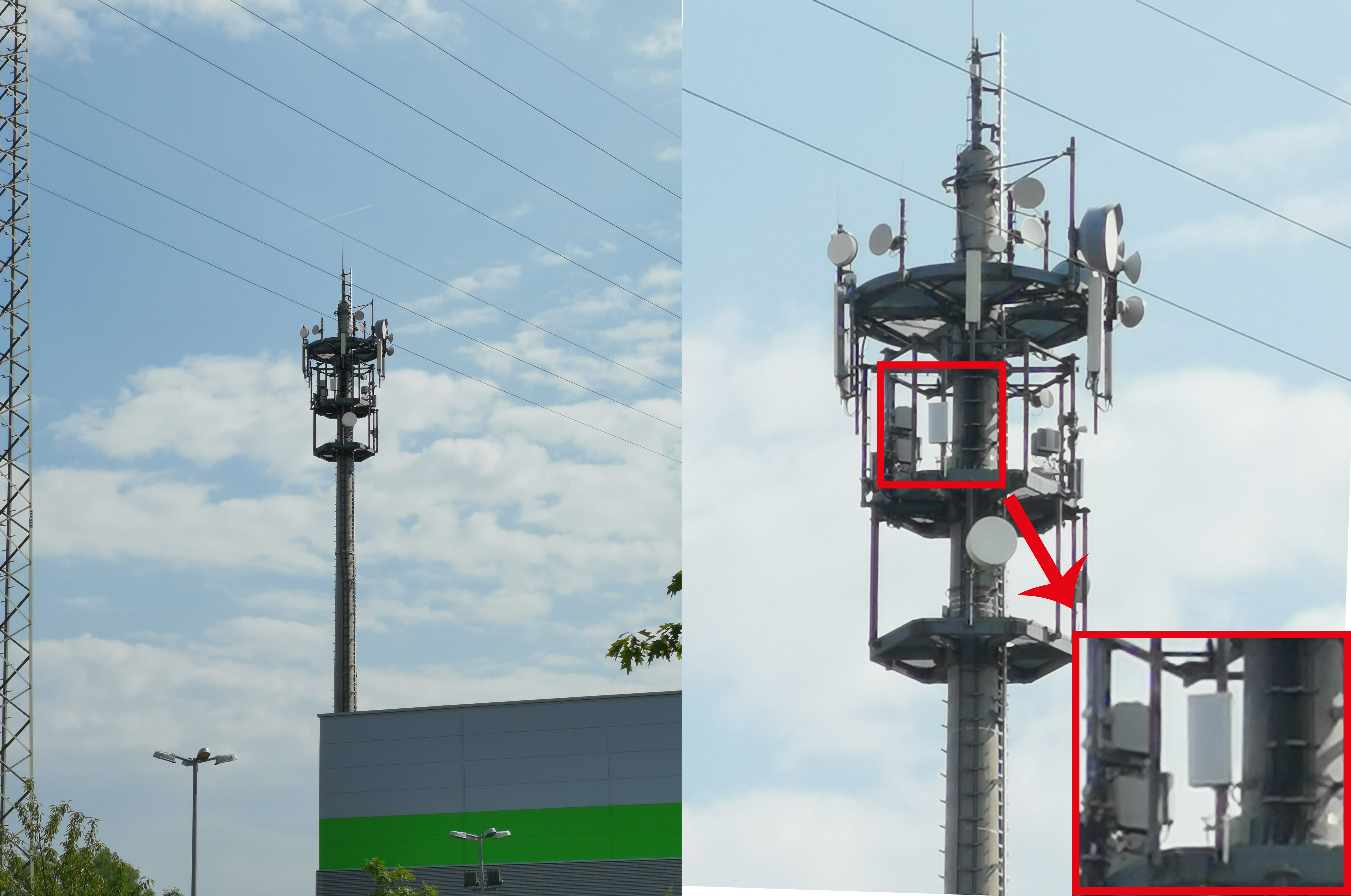
Vodafone-Standort mit 5G-Antenne (roter Kasten) in Karlsruhe

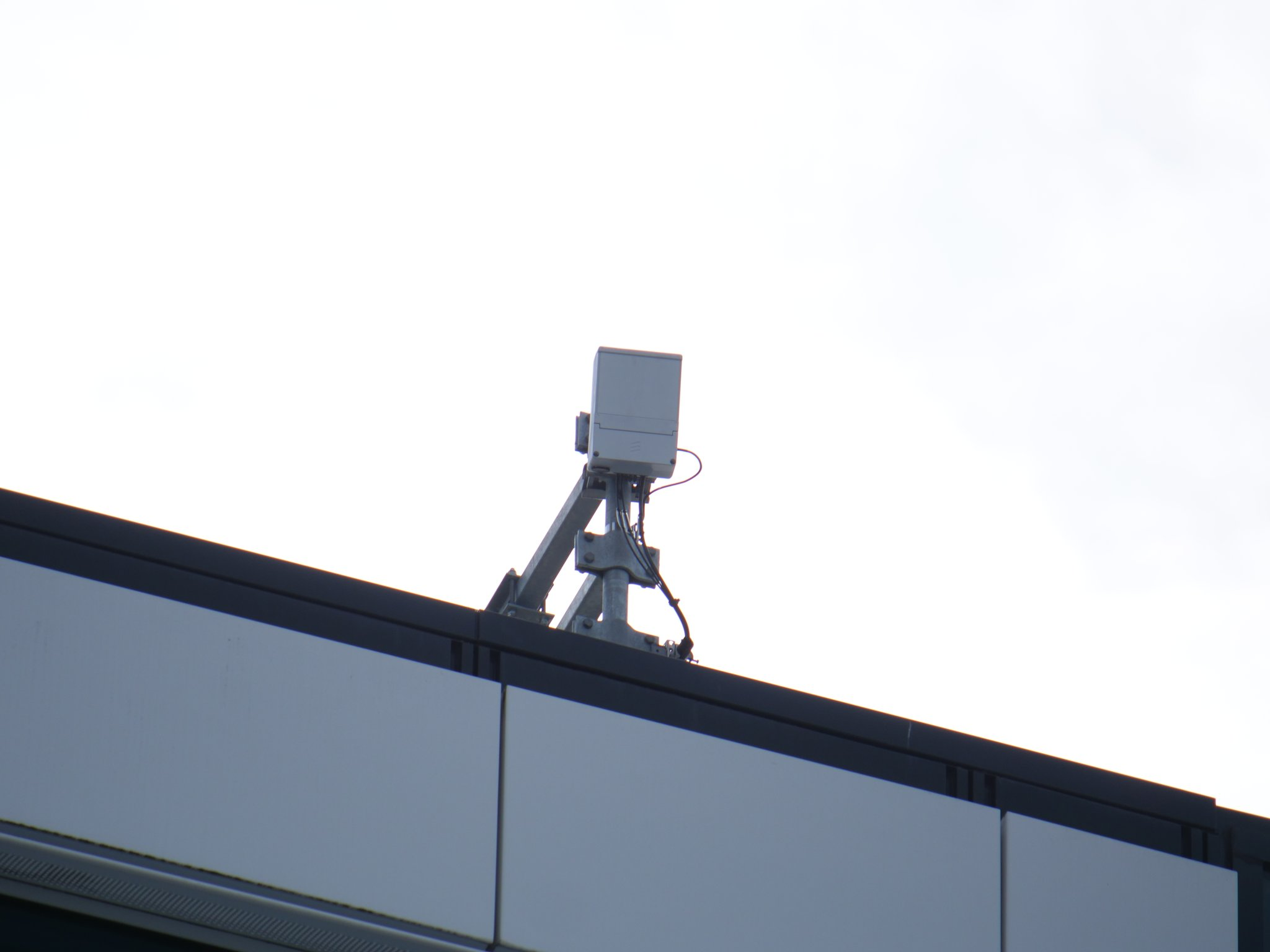
Vodafone 5G mmWave Antenne auf dem Vodafone-Campus

### 5G
Den ersten 5G-Sendemast nahm Vodafone Anfang November 2018 auf einem über 400.000 Quadratmeter großen Testgelände bei Aldenhoven in der Nähe von Aachen in Betrieb. Am 17. Juli 2019 startete Vodafone als erster Anbieter in Deutschland mit einem für Privatkunden offenen, kommerziellen 5G-Netz. Zum Start wurden Smartphones, das Huawei Mate 20 X 5G und Samsung Galaxy S10 5G, angeboten. Außerdem gibt es mit dem GigaCube 5G einen Internetrouter.
Am 17. September 2019 wurde weltweit erstmals auf der Bahnstrecke Annaberg-Buchholz-Schwarzenberg ein Triebfahrzeug über das 5G-Mobilfunknetz von Vodafone im teleooperierten Betrieb gefahren. Dazu befand sich der Triebfahrzeugführer in einem Container, von dem aus das Triebfahrzeug das Messfahrzeug 626 420 im Bahnhof Schlettau mit Hilfe einer Videoübertragung ferngesteuert wurde. Im November 2022 erfolgte dann in einem weiteren Schritt die Steuerung aus 340 km Entfernung.
Am 10. Februar 2020 aktivierte Vodafone in Kooperation mit TOTAL eine „5G-Tankstelle“. Damit soll mobiles Bezahlen per E-Wallet sowie schnelles Internet per WLAN dem Kunden zur Verfügung gestellt werden. Darüber hinaus können Sicherheitssysteme sowie die digitale Preisanzeige mit 5G gesteuert werden.
Am 12. April 2021 nahm Vodafone das erste 5G-Rechenzentrum in Betrieb. Mit dem Rechenzentrum kam am 30. April 2021 die Öffnung des „5G Standalone“ für Endkunden. Mit 5G Standalone lassen sich die angekündigten Vorteile wie Network Slicing und niedrige Latenzzeiten realisieren. Es wird als das „echte 5G“ bezeichnet. Bei 5G Standalone fällt außerdem das LTE-Kernnetz weg (Non-Standalone), wodurch sich die Akkulaufzeit um bis zu 20 % erhöhen kann. Bisher ist es nur mit einem Oppo Find X3 Pro 5G möglich, das 5G Standalone zu nutzen. Weitere Smartphones benötigen ein Firmware-Update seitens der Hersteller. Mit zusätzlichen Maßnahmen lässt sich das Standalone auch nachträglich einfügen.
Am 7. Juli 2021 brachte das Unternehmen in Kooperation mit Rewe das erste autonome Snack-Mobil nach Carlswerk in Köln-Mülheim. Mit Schrittgeschwindigkeit fährt das Snack-Mobil auf ersten Teststrecken. Es ist von 10 bis 16 Uhr in Dauerschleife auf dem Gelände des Carlswerk unterwegs. Das Snack-Mobil ist mit einer Vodafone-LTE- und -5G-SIM-Karte ausgerüstet, sodass sich das Fahrzeug per App orten lässt.
Am 6. November 2021 hat Vodafone in Kooperation mit Sky Deutschland die Sky 5G Multiview App in der Red Bull Arena beim Fußballspiel RB Leipzig gegen Borussia Dortmund in Verbindung mit 5G mmWave getestet. Ebenso wurde am 11. November 2021 auf dem Vodafone-Campus in Düsseldorf 5G mmWave im Band n257 erfolgreich getestet. Damit sind Geschwindigkeiten bis zu 10 Gbit/s möglich. Im Millimeterwellenbereich von 5G „mmWave“ kommt das Ultrabreitband zustande. Getestet wurden 3,6 Gbit/s mit einer Bandbreite von 800 MHz (Carrier Aggregation 8CA mit jeweils 100 MHz) im Downstream und 250 Mbit/s im Upstream. Die Latenz betrug weniger als 10 Millisekunden. Die Reichweite war wenige hundert Meter.
Am 15. März 2022 gab Vodafone den Start von „5G+“ bekannt. Dabei handelt es sich um eine Vermarktung des 5G-Echtzeitnetzes, auch bekannt als 5G SA (Standalone). Dabei fallen LTE-Träger weg, das Smartphone spart Energie und die Daten werden anders als bei NSA (Non-Standalone) im 5G Core verarbeitet, wodurch geringe Latenzen möglich sind. Bei 5G+ ist ebenso selten eine Carrier Aggregation zwischen 700 MHz (n28) und 3500 MHz (n78) möglich zur Erhöhung der Datenübertragungsgeschwindigkeit. Im Oktober 2024 schaltete Vodafone dann 5G+ bundesweit für alle Nutzer frei.

## Tabelle der Mobilfunkfrequenzen
| Frequenzband | Technologie | Generation     | Status      | Bandbreite    | Anmerkung | Anmerkung                                            |
| ------------ | ----------- | -------------- | ----------- | ------------- | --- | ---------------------------------------------------- |
| 900 MHz      | GSM         | 2G             | In Betrieb  | 10/5 MHz      | Basis-GSM-Netz, bei LTE900 (Band 8) 5 MHz Bandbreite                                                                                              | Basis-GSM-Netz, bei LTE900 (Band 8) 5 MHz Bandbreite |
| 2100 MHz     | UMTS        | 3G             | ungenutzt   | -             | Zugunsten von LTE Band 1 abgeschaltet | Zugunsten von LTE Band 1 abgeschaltet                |
| 700 MHz      | LTE         | 4G             | In Betrieb  | 10 MHz        | Ehemalige DVB-T-Frequenz, bis zu 75 Mbit/s, DSS mit 5G NR n28                                                                                     | Band 28                                              |
| 800 MHz      | LTE         | 4G             | In Betrieb  | 10 MHz        | Bis zu 75 MBit/s | Band 20                                              |
| 900 MHz      | LTE         | 4G             | In Betrieb  | 5 MHz         | Bis zu 37,5 MBit/s | Band 8                                               |
| 1500 MHz     | LTE         | 4G             | ungenutzt   | 20 MHz        | Kann für stationäre Router (Hybrid) genutzt werden                                                                                                | Band 32                                              |
| 1800 MHz     | LTE         | 4G             | In Betrieb  | 20/25 MHz     | bis zu 200 Mbit/s; In Ballungszentren ausgebaut zur Kapazitätssteigerung, DSS mit 5G NR n3, 5 MHz ungenutzt                                       | Band 3                                               |
| 2100 MHz     | LTE         | 4G             | In Betrieb  | 20 MHz        | Bis zu 200 MBit/s, 20 MHz seit der UMTS-Abschaltung                                                                                               | Band 1                                               |
| 2600 MHz FDD | LTE         | 4G             | In Betrieb  | 20 MHz        | Bis zu 200 MBit/s; In Ballungszentren ausgebaut zur Kapazitätssteigerung                                                                          | Band 7                                               |
| 2600 MHz TDD | LTE         | 4G             | ungenutzt   | 20 MHz        | Wurde im Laufe des Jahres 2023 abgeschaltet, Rückbau findet aktuell statt                                                                         | Band 38                                              |
| 700 MHz      | NR          | 5G (teilw. SA) | In Betrieb  | 10 MHz        | Ehemalige DVB-T-Frequenz. DSS mit LTE, bis zu 200 Mbit/s                                                                                          | Band n28                                             |
| 1800 MHz     | NR          | 5G (teilw. SA) | In Betrieb  | 20/25 MHz     | DSS mit LTE, bis zu 500 Mbit/s. An Ericsson-Basisstationen 20 MHz, an neueren Huawei-Basisstationen 25 MHz mithilfe des sogenannten HDSS-Features | Band n3                                              |
| 3,6 GHz      | NR          | 5G (teilw. SA) | Im Ausbau   | 80/90 MHz TDD | 1 GBit/s; In Betrieb 80 MHz, genutzt werden können 90 MHz, 10 MHz ungenutzt                                                                       | Band n78                                             |
| 28 GHz       | NR          | 5G (teilw. SA) | Testbetrieb | 800 MHz       | 5G „mmWave“ mit Ultrabreitband, bis zu 10 Gbit/s                                                                                                  | Band n257                                            |

## Mobilgeräte
In einigen Märkten bietet Vodafone eigene Android-basierte Vertragsgeräte an, die von TCL Communication Ltd. im Auftrag gefertigt werden. In Deutschland sind diese Geräte unter der Bezeichnung Vodafone Smart auf dem Markt.

## Executive Committee
|                    | Geschäftsbereich                                                                                    | Mitglied seit  | vorheriges Wirken                                                                                                |
| ------------------ | --------------------------------------------------------------------------------------------------- | -------------- | --- |
| Marcel de Groot    | Vorsitzender der Geschäftsführung                                                                   | 1. April 2024  | Geschäftsführer Privatkundensparte von Vodafone Deutschland CCO für den Consumer Markt VodafoneZiggo Niederlande |
| Ulrich Irnich      | Mitglied der Geschäftsleitung, Chief Information Officer, Digital und IT                            | 1. Mai 2021    | Chief Information Officer bei Unitymedia                                                                         |
| Michael Jungwirth  | Mitglied der Geschäftsleitung Public Affairs, Regulierung, Externe Kommunikation und Nachhaltigkeit | 1. April 2020  | Bereichsleiter Governmental Affairs Vodafone Deutschland                                                         |
| ?                  | Geschäftsführer Privatkundensparte von Vodafone Deutschland                                         | 1. April 2024  | |
| Stefanie Reichel   | Mitglied der Geschäftsleitung Legal, Compliance und Corporate Security                              | 1. April 2020  | Group General Counsel Zurich-Gruppe in Deutschland                                                               |
| Guido Weissbrich   | Mitglied der Geschäftsführung Director Customer Operations, Commercial Operations                   | 1. Juli 2022   | Netz-Chef Vodafone Deutschland                                                                                   |
| Tanja Richter      | Geschäftsführerin Technik                                                                           | 1. April 2022  | Director Consumer Products & Services Vodafone Group                                                             |
| Alexander Saul     | Geschäftsführer Geschäftskunden                                                                     | 1. April 2016  | Director Geschäftskunden Vodafone Niederlande                                                                    |
| Carmen Velthuis    | Geschäftsführerin Finance                                                                           | 1. März 2022   | Chief Financial Officer Vodafone EU-Cluster Märkte                                                               |
| Felicitas von Kyaw | Geschäftsführerin Personal & Arbeitsdirektorin                                                      | 1. Januar 2022 | Geschäftsführerin Personal, Coca-Cola Europacific Partners Deutschland                                           |

## Ziele
Das Unternehmen treibt durch den Zusammenschluss den Infrastruktur-Ausbau in Deutschland voran. Hierbei setzt das Unternehmen auf ein eigenes bundesweites Coax-/Glasfaserleitungs-Netz bzw. Hybrid-Fibre-Coax-Netz (kurz HFC) mit fast 24 Millionen Haushalten, davon rund 18 Millionen mit Gigabit-Geschwindigkeit. Gleichzeitig möchte man Vodafone-DSL-Privatkunden zu einem Wechsel zum Kabelinternet bewegen, um hohe Netzentgelte an die Telekom zu vermeiden. Zusätzlich wird das eigene Glasfasernetz zum Ausbau des 5G Mobilfunknetz verstärkt genutzt, was aber auch zu Engpässen führt. Bis 2022 wollte Vodafone zwei Drittel der Bevölkerung mit Gigabit-Anschlüssen versorgen können.

## Clearingstelle Urheberrecht im Internet
Seit Februar 2021 ist Vodafone Mitglied bei der Clearingstelle Urheberrecht im Internet.

## Vorfälle

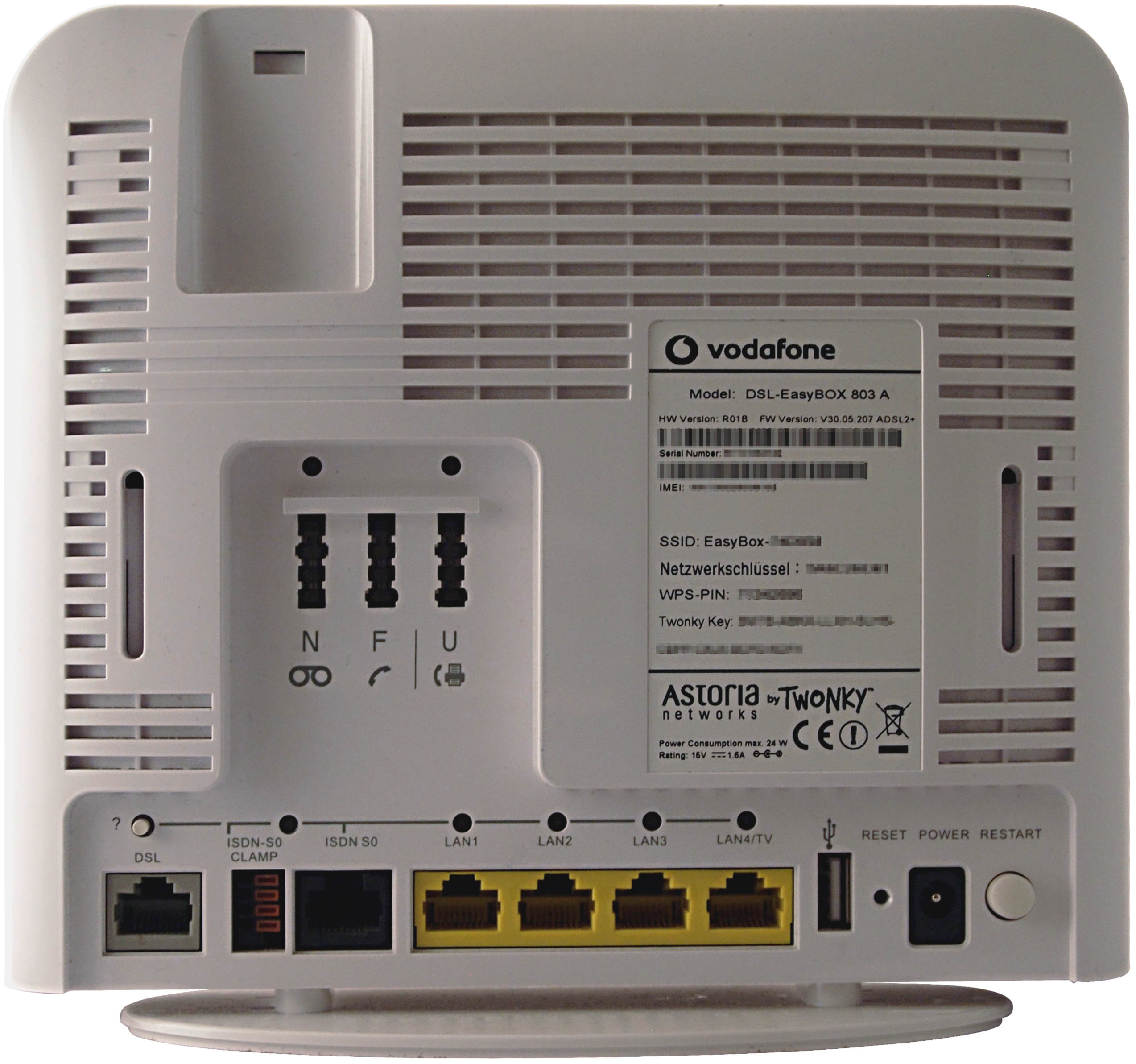
Easybox 803-Modem-Router mit Firewall, Switch, Wireless AP und ISDN-Telefonanlage, Rückseite

- Bei den Routern Easybox 802 und 803 hat Vodafone seit Dezember 2012 nach Angaben des Bundesamtes für Sicherheit in der Informationstechnik Kenntnis über Sicherheitslücken in der Wi-Fi Protected Setup (WPS)-Konfiguration. Die Sicherheitslücke ermöglicht es Angreifern unbemerkt von den Inhabern deren Internetzugänge zu benutzen. Bis Dezember 2014 wurde die Sicherheitslücke nicht behoben.[63][64]
- Im September 2013 erfolgte ein Angriff auf die Kundendatenbank des Unternehmens, wodurch der Täter Zugriff auf zwei Millionen Datensätze, die Adressen, Geburtsdaten und Bankverbindungen umfassten, erlangte. Kreditkartendaten, Passwörter und PIN-Codes waren nach Angaben von Vodafone nicht betroffen.[65]
- Die Polizei Schleswig-Holstein wechselte zu Vodafone und kämpfte daraufhin mit Ausfällen des Notrufes.[66][67] Aufgrund mangelhafter Leistung wurde der Vertrag des Landes mit Vodafone gekündigt.[68][69][70][71]
- Im April 2020 gab es bei Vodafone großflächige Störungen beim Kabelinternet, was manche Kunden verärgert hatte, die im Zuge der COVID-19-Pandemie auf Home Office angewiesen waren. Die Störung sei jedoch nicht auf eine Überlastung zurückzuführen, sondern auf einen fehlerhaft konfigurierten Server, der den Internetverkehr steuerte. Angeblich konnte das Problem mit einem Software-Update behoben werden. Es kommt jedoch auch im Folgejahr immer wieder zu Ausfällen bei den Internetverbindungen und der Telefonie, die auf eine hohe Auslastung sowie eine Beeinträchtigung des Rückkanal schließen lassen.[72][73][74][75]
- Vom 29. Juli bis 2. August 2022 hatten Vodafone-Kunden im Gewerbegebiet der baden-württembergischen Stadt Renchen keinen Internetzugang. Die Oberkircher Stadtwerke hatten die Stromversorgung der Basisstation wegen monatelang unbezahlter Rechnungen abgeschaltet. Von dem Ausfall waren sowohl Privat- als auch Geschäftskunden betroffen. Die Zahlungsprobleme sollen verstärkt begonnen haben, nachdem Vodafone 2020 den Betrieb der Basisstation an ein anderes Unternehmen ausgelagert hatte. 2022 hatte es nach Aussage der Stadtwerke noch gar keine Zahlungen gegeben – trotz Erinnerungen, Mahnungen und Sperrandrohungen. Nach Gesprächen mit Vodafone und einer glaubhaften Zahlungsankündigung war der Strom wieder angestellt worden. Vodafone kündigte eine interne Untersuchung an.[76]

## Kritik und Kontroversen

### Netzneutralität
Während Vodafone mit der vielfältigen Nutzbarkeit des Internets über Mobilfunk wirbt, werden beim Transport der Datenpakete tatsächlich diejenigen mit bestimmten Inhalten ausgebremst oder völlig blockiert, was der Netzneutralität widerspricht. Im Speziellen verbietet Vodafone bei dem als schnellen Festnetzersatz vermarkteten LTE-Anschluss sogar grundsätzlich die Kommunikation zwischen privaten Computern (Peer-to-Peer) und damit jegliche Form der Direktkommunikation, inklusive Instant Messaging oder Videokonferenzen.
Das Zero-Rating-Angebot Vodafone GigaPass ist seit Januar 2018 ebenfalls in der Kritik. Der Bundesverband der Verbraucherschützer ist der Ansicht, dass das Angebot gegen die Netzneutralität verstößt, da bei einigen Diensten die verbrauchten Daten nicht vom Inklusivvolumen abgezogen werden. Aus diesem Grund wurde bereits eine Beschwerde bei der Regulierungsbehörde eingereicht.

### Werbung
Im Januar 2017 stand die Tochter Vodafone Kabel Deutschland GmbH bzgl. ihres Verhaltens bei der DVB-T2 HD-Umstellung in der Kritik. Das Tochterunternehmen hatte unverlangt Werbung verschickt, die durch Farbe des Briefumschlags, verwendete Stempel sowie Aufmachung und Inhalt den Eindruck eines behördlichen Schreibens vermittelte. In diesem wurde suggeriert, dass der Empfänger dringend tätig werden und bevorzugt einen Vertrag über einen Kabelanschluss abschließen müsse. Der Empfänger wurde zudem aufgefordert, eine Rufnummer des Unternehmens anzurufen, wodurch ein verbotener Cold Call umgangen wurde. Die Verbraucherzentrale Hamburg sah die besagten Schreiben als irreführende Werbung. Zwischenzeitlich hat Vodafone Kabel Deutschland den Versand der Briefe eingestellt. Des Weiteren hat die Bundesnetzagentur dem Unternehmen untersagt, diese Werbeart weiterhin zu nutzen. Bei Zuwiderhandlung drohe dem Unternehmen ein Zwangsgeld über 20.000 Euro.

### Unsauberer Kundenfang
Ende Mai 2020 warnte offiziell die Verbraucherzentrale Hamburg vor vermeintlichen Servicetechnikern, in Wirklichkeit handelt es sich um sogenannte Medienberater die im Auftrag von Vodafone Haustürgeschäfte abwickeln, bei welchen den Kunden beispielsweise vorgetäuscht wird, der Vertreter müsse (und dürfe) nur kurz den Anschluss überprüfen, um dann Verträge des Unternehmens anzubieten oder ohne Wissen des Kunden abzuschließen. Des Weiteren würden bei Anrufen bei der Vodafone-Hotline ohne Zusage des Kunden Verträge abgeschlossen. Vodafone teilte auf Nachfrage als Stellungnahme mit, dass man die in Frage kommenden Vertreter oder Mitarbeiter von Fachhändlern oder Vertriebsfirmen abmahnen oder entlassen würde.
Im Dezember 2020 wurde bekannt, dass man an der Vodafone-Hotline einem Kunden einen Internetanschluss untergeschoben hatte, obwohl der Kunde dies abgelehnt und lediglich zwei Prepaid-SIM-Karten bestellt hatte. Beim Widerspruch des Kunden wurde eine Telefonaufzeichnung des Gesprächs vorgelegt, die offensichtlich gefälscht war. Dieser Fall endete beim Landgericht München. Im Urteil wurde Vodafone untersagt, solche Verträge ohne Bestellung des Kunden abzuschließen. Bei Zuwiderhandlung drohe dem Unternehmen eine Strafe von 250.000 Euro.

### Datenschutzlücken und Betrug durch Vodafone-Franchisepartner
Im September 2021 berichtete Der Spiegel auf Grundlage der Recherchen eines ehemaligen Vertriebsleiters mehrerer Vodafone-Franchiseshops, dass Vodafone-Partner durch Datenschutzlücken bei Vodafone Kundendaten missbrauchen, um Geschäftsabschlüsse vorzutäuschen, um Provisionen von Vodafone zu erhalten. Belegt war Stand September 2021, dass in einigen IT-Systemen von Vodafone sämtliche Kundendaten (Bankverbindungen, Unterschriften, Rechnungen und Kennwörter) jederzeit durch Franchisepartner abrufbar sind, obwohl nach geltenden Gesetzen Franchisepartner nur Daten, die für einen Vertragsabschluss notwendig sind, vor einem Vertragsabschluss einsehen dürfen – und das auch nur unter der Voraussetzung, dass Kunden vor Ort einwilligen und sich mit einem Kennwort legitimieren. Berichtet wurde auch darüber, dass ca. 3500 Vodafone-Kundendaten auf dem Schwarzmarkt für 70.000 € angeboten wurden. Vodafone erklärte dazu, dass es die Speicherung von Kundendaten außerhalb der eigenen Systeme verbietet.
Zu den Methoden von kriminellen Vodafone-Franchisenehmern, um Geschäftsabschlüsse vorzutäuschen bzw. Provisionen zu erhalten, gehört unter anderem, Vodafone-Kunden ohne deren Wissen auf teurere Verträge umzubuchen. Andere Vodafone-Kunden wurden ohne deren Kenntnis auf billigere, leistungsärmere Verträge umgebucht, gleichzeitig aber der alte Preis behalten, und damit Zusatzangebote gebucht, für deren Geschäftsabschluss Vodafone Provisionen auszahlte. Außerdem werden Personen mit einer schlechten Bonität Geschäftskundenverträge angeboten, da es hier zu keiner Schufa-Abfrage kommt. Diese Verträge sind jedoch teurer, da hier u. a. noch die Umsatzsteuer von z. Zt. 19 Prozent zu den Gebühren hinzu kommt. Belegt sind außerdem andere Fälle, bei denen gleich mehrere Sim-Karten-Produkte zulasten der Kunden auf ihre Kundenkonten gebucht wurden. Von Vertragsabschlüssen profitieren neben den Franchisenehmern sogenannte Medienberater, bei Vodafone angestellte Vertriebsbeauftragte sowie auch Mitarbeiter von Hotlines. Dies führt dazu, sollte man z. B. für eine Störung anrufen, man sich plötzlich in einem Verkaufsgespräch befindet. Laut dem Bundesverband der Verbraucherzentrale warfen Gerichte Vodafone unlautere Geschäftspraktiken vor, weil Vodafone-Kunden, die ungewollte Zusatzbuchungen bemerken, Probleme haben, die Forderung abzuwehren. Bei stornierten Verträgen mussten Vodafone-Franchisenehmer Stand September 2021 Provisionen nicht zurückzahlen, wenn der Vertragsabschluss länger als ein Jahr zurückliegt.
Auf Grundlage dieser Enthüllungen, für die sich Vodafone bei jenem ehemaligen Vertriebsleiter bzw. Detektiv bedankte, trennte sich das Unternehmen im Jahr 2021 von zehn kriminell agierenden Franchisepartnern und schloss 53 Filialen. Im Frühjahr 2021 untersagte Vodafone indessen allen Mitarbeitern, die von dem privaten Detektiv angeschrieben werden, mit diesem zu kommunizieren. Außerdem erstattete Vodafone Anzeige gegen ihn.
Im Jahr 2023 kündigte Vodafone zwei weiteren Partneragenturen, die „Verkaufsstrukturen unterhielten, die an ein fortlaufendes Schneeballsystem erinnern.“ Des Weiteren konnte Correctiv „Tausende kaum gesicherte Kundendaten“ zum Teil aus dem ersten Quartal 2023 einsehen.

## Besondere Bauwerke
Vodafone verfügt wie andere Sendenetzbetreiber auch über einige ungewöhnliche Antennenträger, diese sind:
- Decca-Sender Lautertal, einziger Sendemast von Vodafone, der auf einem Isolator steht
- Funkturm Rottenbuch, einziger Mobilfunkturm aus Holz
- Vodafone-Funkturm Stuttgart-Vaihingen, dreibeiniger Funkturm aus Fertigbeton
- Vodafone-Funkturm Mannheim-Rheinau, dreibeiniger Funkturm aus Fertigbeton, baugleich mit dem in Vaihingen
- Funkturm Mehrum, Hohenhameln, mit 125 Meter Höhe höchster Funkturm von Vodafone